# Arbeitskreis Historische Frauen- und Geschlechterforschung
Der Arbeitskreis Historische Frauen- und Geschlechterforschung e. V. (AKHFG) wurde 1990 unter dem Namen Arbeitskreis Historische Frauenforschung gegründet; im Jahr 1999 erfolgte die Erweiterung auf den heutigen Namen. 2007 wurde der Arbeitskreis in die Vereinsform überführt und Hamburg als Sitz des Vereins etabliert.

## Ziele
Der Verein fördert die historische Frauen- und Geschlechterforschung. Er will diese in der Wissenschafts- und Kulturlandschaft der Bundesrepublik Deutschland dauerhaft verankern und zwar sowohl an den Universitäten als auch an außeruniversitären Einrichtungen wie beispielsweise Archiven. Der AKHFG unterstützt den wissenschaftlichen Austausch zwischen allen, die zur Frauen- und Geschlechtergeschichte arbeiten, und legt ein besonderes Augenmerk auf die Förderung des wissenschaftlichen Nachwuchses.
Das zentrale wissenschaftliche Anliegen des Vereins besteht darin, die historische Frauen- und Geschlechterforschung in der allgemeinen Geschichtswissenschaft zu verankern.

## Gründung
Die Initiative ging 1990 unter anderem von den Historikerinnen Gisela Bock, Karin Hausen und Heide Wunder aus, als diese den Arbeitskreis Historische Frauenforschung als deutsches Komitee der International Federation for Research in Women's History (IFRWH) gründeten.
Den intellektuellen Hintergrund bildete das Aufkommen der Frauengeschichte (Women’s history) in Folge der sog. „Zweiten Welle“ der Frauenbewegung zunächst in den USA und später in Kontinentaleuropa.

## Aktivitäten
Der AKHFG veranstaltet regelmäßig wissenschaftliche Tagungen, Workshops, Vorträge und Regionaltreffen.
Zudem gibt der Verein öffentliche Stellungnahmen zu gesellschafts- und wissenschaftspolitischen Ereignissen ab und sucht auf diese Weise den Austausch mit einer breiteren Öffentlichkeit über aktuelle Entwicklungen der Geschlechterforschung. In diesem Sinne beteiligt sich der AKHFG 2017 am Bundesweiten Wissenschaftstag zur Geschlechterforschung.

## Dissertationspreis
Der AKHFG lobt alle drei Jahre einen Dissertationspreis in Höhe von € 3.000 aus. Mit dem Preis werden hervorragende Arbeiten auf dem Gebiet der historischen Frauen- und Geschlechterforschung im Fach Geschichte ausgezeichnet. Über die Zuerkennung des Preises entscheidet eine vom Vorstand des AKHFG einberufene Jury.
Bisherige Preisträgerinnen sind:
- Eva Kathrin Dade (2009)
- Katharina Mersch (2012)
- Leonie Treber (2015) für Mythos Trümmerfrauen
- Mareen Heying (2018)
- Jana Kristin Hoffmann und Andrea Rottmann (2020)
- Eva Marie Lehner (2021)

## Organisation
Organe des Vereins sind die Mitgliederversammlung und der Vorstand. Dem Vorstand gehören an:  Kirsten Heinsohn (Vorsitzende), Gisela Mettele (stellvertretende Vorsitzende), Maren Lorenz (Schatzmeisterin), Jessica Bock (Schriftführerin), Hannah Rentschler und Kerstin Wolff (Stand 2021).
Der AKHFG gliedert sich in fünf Regionalverbände.
Der Arbeitskreis ist Mitglied der International Federation for Research in Women's History (IFRWH).